# エルカン・ゼンギン
エルカン・ゼンギン（Erkan Zengin 、1985年8月5日 - ）は、トルコ・コンヤ県クル出身のプロサッカー選手。元スウェーデン代表。ポジションは、フォワード。

## クラブ経歴
2009年1月、ベシクタシュJKに半年間の契約でレンタル移籍。シーズン終了後、ベシクタシュは40万ユーロの買い取りオプションを行使した。レンタルを経てエスキシェヒルスポルで数年プレーした後、2015年1月にトラブゾンスポルに移籍。
2016年7月28日、エスキシェヒルスポルに復帰。

## 代表歴
2013年3月26日のスロバキア戦でスウェーデン代表デビュー。

### ゴール
| #  | 開催日         | 開催地   | 対戦国             | スコア | 結果 | 試合概要           |
| -- | -------------- | -------- | ------------------ | ------ | ---- | ------------------ |
| 1. | 2014年9月8日   | ウィーン | オーストリア       | 1–1    | 1–1  | UEFA EURO 2016予選 |
| 2. | 2014年10月12日 | ソルナ   | リヒテンシュタイン | 2–0    | 2–0  | UEFA EURO 2016予選 |
| 3. | 2015年10月12日 | ソルナ   | モルドバ           | 2–0    | 2–0  | UEFA EURO 2016予選 |

## タイトル

### クラブ
ベシクタシュ
- スュペル・リグ: 2008-09
- テュルキエ・クパス: 2008-09